# آزر
آزَر نامی‌است که در قرآن به نام عمو یا پدر ابراهیم آمده‌است. مفسران شیعه و سنی دربارهٔ آزر اختلاف‌نظر دارند.
بیشتر مفسران شیعه، آزر را، نه پدر ابراهیم، بلکه عموی او شمرده‌اند. همچنین در برخی روایات، نام پدر ابراهیم را مانند تورات، تارح دانسته‌اند. قرآن از بت‌پرستی و بت‌تراشی آزر سخن گفته‌است و ابراهیم در چندین جای قرآن با او مجادله کرده‌است. مفسران شیعه، معمولاً کلمه أب را در این آیات قرآن، پرورش‌دهنده معنا کرده‌اند. دلیل این که این مفسران، آزر یاد شده در قرآن را عمو یا پدربزرگ مادری ابراهیم دانسته‌اند، روایتی‌است که بر اساس آن پدران محمد تا آدم، همگی یکتاپرست بوده‌اند؛ چون ابراهیم نیز در بین نیاکان محمد است و پدر او هم در نسب‌نامه محمد قرار می‌گیرد، به همین دلیل آزر را مشرک و تارح را یکتاپرست دانسته‌اند. مفسران و مترجمان معاصر قرآن از شیعیان نیز، چنین تعبیری را پذیرفته‌اند. در قصص قرآن، آزر جد مادری ابراهیم دانسته شده‌است. علی شریعتی، روایات مربوط به تارح را بی‌اساس دانسته و آزر را پدر ابراهیم پنداشته‌است. البته چنین تفسیری ویژه شیعیان نیست و در برخی کتب اهل‌سنت نیز دیده شده‌است.
فخر رازی در تفسیر کبیر، سخن کسانی را که گفته‌اند آزر پدر ابراهیم نبوده، رد کرده و گفته‌است سخن ایشان بر اخبار یهود مستند است. محمد بن جریر طبری در تفسیر تبیان، آزر را پدر ابراهیم دانسته و به گفته محمد بن اسحاق صاحب کتاب المغازی استناد کرده‌است.
بنا به گفته تورات و تفاسیر آن، مانند میدراش رباه، که منبع برخی روایات اسلامی شمرده می‌شود، نام پدر ابراهیم تارح است. میدراش رباه و همچنین کتاب هاگادا به بت‌پرست بودن تارح و مخالفت او با ابراهیم اشاره کرده‌است؛ وی دو پسر به نام‌های ابراهیم و هاران داشت که هر دو به دستور نمرود کشته شدند؛ تارح در کلمه به معنی دوره‌گرد است که بنا به هکده، به دلیل سفرهای بسیارش به او تارح می‌گفته‌اند.
در این که تارح در تورات، چگونه در قرآن به آزر تبدیل شده‌است؛ نظریات مختلفی وجود دارد. برخی، آزر را نامی فارسی دانسته‌اند که چون ابراهیم بر اساس روایات، در بابل می‌زیسته؛ این نام آریایی بوده‌است. چنین گفته‌ای در کتاب لسان‌العرب و المعرب و بیشتر کتاب‌های مفردات و لغت تأیید شده‌است. محمد خزائلی در اعلام قرآن، نام آزر را برگرفته از آذر فارسی و ابراهیم را برگرفته از بهرام و پرهام فارسی دانسته‌است. برخی دیگر گفته‌اند که یکی از مورخین یونانی به نام یوس‌بیوس در کتاب خود آربوکریب، نام پدر ابراهیم را ئاسر خوانده و در قرآن، این کلمه به عربی تبدیل شده؛ و نام پدر ابراهیم آزر که شبیه کلمه ئاسر بوده، آورده شده‌است.

## دلیل قرآنی مفسران در این‌که آزر پدر ابراهیم نیست
1. در هیچ‌یک از منابع تاریخی اسم پدر ابراهیم، "آزر" شمرده نشده‌است، بلکه همه" تارخ" نوشته‌اند، در کتب عهدین نیز همین نام آمده‌است.
2. قرآن می‌گوید: مسلمانان حق ندارند برای مشرکان استغفار کنند اگرچه بستگان و نزدیکان آنها بوده باشند، سپس برای اینکه کسی استغفار ابراهیم را درباره آزر دستاویز قرار ندهد چنین می‌گوید: (سوره توبه آیه ۱۱۴):" استغفار ابراهیم برای پدرش (آزر) فقط به خاطر وعده‌ای بود که به او داده بود (آنجا که گفت: "به زودی برای تو استغفار خواهم کرد"[۸] به امید اینکه با این وعده دلگرم شود و از بت پرستی برگردد) اما هنگامی که او را در راه بت پرستی مصمم و لجوج دید دست از استغفار دربارهٔ او برداشت.[۹] از این آیه به خوبی استفاده می‌شود که ابراهیم بعد از مایوس شدن از آزر دیگر هیچگاه برای او طلب آمرزش نکرد و شایسته هم نبود چنین کند، و تمام قرائن نشان می‌دهد این جریان در دوران جوانی ابراهیم و زمانی بود که در شهر بابل می‌زیست و با بت پرستان مبارزه داشت؛ ولی آیات دیگر قرآن نشان می‌دهد که ابراهیم در اواخر عمر خود و پس از پایان بنای کعبه برای پدرش از خداوند طلب آمرزش کرد (البته در این آیات چنان که خواهد آمد از پدر تعبیر به «اب» نشده بلکه تعبیر به والد که صریحاً مفهوم پدر را می‌رساند، شده‌است). آنجا که می‌گوید: «حمد و سپاس برای خدایی است که در پیری به من اسماعیل و اسحاق را بخشیده پروردگار من دعا را اجابت می‌کند، پروردگارا! من و پدر و مادرم و مؤمنین را در روز رستاخیز بیامرز»[۱۰] از انضمام این آیه به آیه سوره توبه که مسلمانان را از استغفار برای مشرکان بر حذر می‌دارد و ابراهیم را از انجام چنین کاری جز برای یک مدت محدود آن هم برای یک هدف مقدس، برکنار می‌شمرد، مشخص می‌شود که منظور از «اب» در آیه مورد بحث، پدر نیست، بلکه عمو یا پدر مادر یا مانند آن است و به تعبیر دیگر «والد» در بیان معنی پدر صراحت دارد، در حالی که «اب» صراحت ندارد.
3. در آیات قرآن کلمه «اب» نیز در مورد عمو به کار رفته‌است مانند آیه ۱۳۳ سوره بقره قالُوا نَعْبُدُ إِلهَکَ وَ إِلهَ آبائِکَ إِبْراهِیمَ وَ إِسْماعِیلَ وَ إِسْحاقَ إِلهاً واحِداً: «فرزندان یعقوب به او گفتند ما خداوند تو و خداوند پدران تو ابراهیم و اسماعیل و اسحاق، خداوند یگانه را می‌پرستیم» و این را می‌دانیم که اسماعیل عموی یعقوب بود نه پدر او.

## نظر برخی مفسران اهل سنت
1. ابن جریر طبری که از دانشمندان اهل سنت است در تفسیر خود «جامع البیان» از مفسر معروف «مجاهد» نقل می‌کند که او صریحاً می‌گوید: آزر پدر ابراهیم نبود.[۱۱]
2. آلوسی مفسر دیگر اهل تسنن در تفسیر روح المعانی در ذیل همین آیه می‌گوید: آنها که می‌گویند: اعتقاد به اینکه آزر پدر ابراهیم نبود مخصوص شیعه هست از کم اطلاعی آنها است زیرا بسیاری از دانشمندان معتقدند که آزر اسم عموی ابراهیم بود.[۱۲]
3. سیوطی دانشمند معروف سنی در کتاب مسالک الحنفاء از فخر رازی در کتاب «اسرار التنزیل» نقل می‌کند که پدر و مادر و اجداد پیامبر اسلام هیچ‌گاه مشرک نبودند و به حدیثی که در بالا از پیامبر اسلام نقل شد استدلال نموده‌است، سپس خود سیوطی اضافه می‌کند که ما می‌توانیم این حقیقت را با توجه به دو دسته از روایات اسلامی اثبات کنیم:

- روایاتی که می‌گوید: پدران و اجداد پیامبر تا آدم هر کدام بهترین فرد زمان خود بوده‌اند (این احادیث را از «صحیح بخاری» و «دلائل النبوه» بیهقی و مانند آن نقل نموده‌است).
- روایاتی که می‌گوید: در هر عصر و زمانی افراد موحد و خداپرست وجود داشته‌است.

با ضمیمه کردن این دو دسته روایات ثابت می‌شود اجداد پیامبر از جمله (پدر ابراهیم) حتماً موحد بوده‌اند.